# Deroceras kasium
Deroceras kasium is een slakkensoort uit de familie van de Agriolimacidae. De wetenschappelijke naam van de soort is voor het eerst geldig gepubliceerd in 1993 door Rahle.